# Jean-Léon-Albert Langlois
Jean-Léon-Albert Langlois, francoski general, * 1885, † 1973.